# Kungwea scabra
Kungwea scabra is een hooiwagen uit de familie Assamiidae.